# هونتينغتون بارك (كاليفورنيا)
هونتينغتون بارك (بالإنجليزية: Huntington Park)‏ هي إحدى مدن مقاطعة لوس أنجليس، كاليفورنيا. تم إعطاءها لقب مدينة في 1 سبتمبر، 1906.

## أعلام
- ستيف جونز
- داني فايس
- فرناندو باديلا جونيور
- لورنزو ماتا
- بيلز بيكر
- جين بريتو
- هاري وليامز